# Liste der größten Flughäfen nach internationalem Passagieraufkommen
Die größten Flughäfen nach internationalem Passagieraufkommen sind die Flughäfen, die innerhalb eines Jahres die meisten internationalen Passagiere befördern. Als internationaler Passagier zählt jeder Fluggast, der von einem Flughafen außerhalb des jeweiligen Landes ankommt oder von ihm aus ein ausländisches Ziel ansteuert.

## 2018
Im Jahr 2018 zeigte sich die Rangliste der größten Flughäfen nach Passagieraufkommen laut dem Airports Council International (Januar–Dezember) wie folgt.
| Rang | Airport                               | Land                         | Code (IATA/ICAO) | Int. Passagiere 2018 | Passagiere (Veränderung zu 2017) | Rang 2017 |
| ---- | ------------------------------------- | ---------------------------- | ---------------- | -------------------- | -------------------------------- | --------- |
| 1.   | Dubai International Airport           | Vereinigte Arabische Emirate | DXB/OMDB         | 88.885.367           | ▲1,3 %                           | ▬ 1.      |
| 2.   | London Heathrow Airport               | Vereinigtes Königreich       | LHR/EGLL         | 75.306.939           | ▲2,9 %                           | ▬ 2.      |
| 3.   | Hong Kong International Airport       | Hongkong                     | HKG/VHHH         | 74.360.976           | ▲2,6 %                           | ▬ 3.      |
| 4.   | Amsterdam Airport Schiphol            | Niederlande                  | AMS/EHAM         | 70.956.258           | ▲3,7 %                           | ▬ 4.      |
| 5.   | Seoul Incheon International Airport   | Südkorea                     | ICN/RKSI         | 67.676.147           | ▲10,0 %                          | ▲ 7.      |
| 6.   | Aéroport Paris-Charles de Gaulle      | Frankreich                   | CDG/LFPG         | 66.383.494           | ▲4,2 %                           | ▼ 5.      |
| 7.   | Singapore Changi Airport              | Singapur                     | SIN/WSSS         | 64.890.000           | ▲5,4 %                           | ▼ 6.      |
| 8.   | Flughafen Frankfurt Main              | Deutschland                  | FRA/EDDF         | 61.774.663           | ▲8,1 %                           | ▬ 8.      |
| 9.   | Suvarnabhumi Airport                  | Thailand                     | BKK/VTBS         | 50.868.846           | ▲4,2 %                           | ▬ 9.      |
| 10.  | Istanbul Atatürk Airport              | Türkei                       | IST/LTBA         | 48.978.770           | ▲10,1 %                          | ▲ 11.     |
| 11.  | Taoyuan International Airport         | Taiwan                       | TPE/RCTP         | 46.152.164           | ▲3,8 %                           | ▼ 10.     |
| 12.  | Kuala Lumpur International Airport    | Malaysia                     | KUL/WMKK         | 43.531.741           | ▲2,8 %                           | ▬ 12.     |
| 13.  | London Gatwick Airport                | Vereinigtes Königreich       | LGW/EGKK         | 42.347.872           | ▲2,1 %                           | ▬ 13.     |
| 14.  | Aeropuerto de Madrid Barajas          | Spanien                      | MAD/LEMD         | 41.857.125           | ▲8,8 %                           | ▬ 14.     |
| 15.  | Barcelona-El Prat Airport             | Spanien                      | BCN/LEBL         | 36.545.787           | ▲6,2 %                           | ▲ 17.     |
| 16.  | Flughafen München                     | Deutschland                  | MUC/EDDM         | 36.545.787           | ▲5,3 %                           | ▬ 16.     |
| 17.  | Narita International Airport          | Japan                        | NRT/RJAA         | 35.300.076           | ▲6,7 %                           | ▬ 17.     |
| 18.  | Hamad International Airport           | Katar                        | DOH/OTBD         | 34.495.078           | ▼2,2 %                           | ▼ 15.     |
| 19.  | John F. Kennedy International Airport | Vereinigte Staaten           | JFK/KJFK         | 33.485.078           | ▲2,8 %                           | ▬ 19.     |
| 20.  | Toronto Pearson International Airport | Kanada                       | YYZ/CYYZ         | 31.610.348           | ▲6,7 %                           | ▬ 20.     |

## 2017
Im Jahr 2017 zeigte sich die Rangliste der größten Flughäfen nach Passagieraufkommen laut dem Airports Council International (Januar–Dezember) wie folgt.
| Rang | Airport                               | Land                         | Code (IATA/ICAO) | Int. Passagiere 2017 | Passagiere (Veränderung zu 2016) | Rang 2016 |
| ---- | ------------------------------------- | ---------------------------- | ---------------- | -------------------- | -------------------------------- | --------- |
| 1.   | Dubai International Airport           | Vereinigte Arabische Emirate | DXB/OMDB         | 87.722.023           | ▲5,6 %                           | ▬ 1.      |
| 2.   | London Heathrow Airport               | Vereinigtes Königreich       | LHR/EGLL         | 73.187.198           | ▲3,0 %                           | ▬ 2.      |
| 3.   | Hong Kong International Airport       | Hongkong                     | HKG/VHHH         | 72.462.116           | ▲3,4 %                           | ▬ 3.      |
| 4.   | Amsterdam Airport Schiphol            | Niederlande                  | AMS/EHAM         | 68.401.146           | ▲7,7 %                           | ▬ 4.      |
| 5.   | Aéroport Paris-Charles de Gaulle      | Frankreich                   | CDG/LFPG         | 63.697.227           | ▲5,5 %                           | ▬ 5.      |
| 6.   | Singapore Changi Airport              | Singapur                     | SIN/WSSS         | 61.574.000           | ▲5,9 %                           | ▬ 6.      |
| 7.   | Seoul Incheon International Airport   | Südkorea                     | ICN/RKSI         | 61.520.572           | ▲7,6 %                           | ▬ 7.      |
| 8.   | Flughafen Frankfurt Main              | Deutschland                  | FRA/EDDF         | 57.122.348           | ▲6,4 %                           | ▬ 8.      |
| 9.   | Suvarnabhumi Airport                  | Thailand                     | BKK/VTBS         | 48.811.600           | ▲7,8 %                           | ▬ 9.      |
| 10.  | Taoyuan International Airport         | Taiwan                       | TPE/RCTP         | 44.479.754           | ▲6,2 %                           | ▬ 10.     |
| 11.  | Istanbul Atatürk Airport              | Türkei                       | IST/LTBA         | 44.254.473           | ▲7,5 %                           | ▬ 11.     |
| 12.  | Kuala Lumpur International Airport    | Malaysia                     | KUL/WMKK         | 42.354.534           | ▲14,6 %                          | ▲ 14.     |
| 13.  | London Gatwick Airport                | Vereinigtes Königreich       | LGW/EGKK         | 41.476.858           | ▲5,3 %                           | ▼ 12.     |
| 14.  | Aeropuerto de Madrid Barajas          | Spanien                      | MAD/LEMD         | 38.479.159           | ▲6,7 %                           | ▲ 15.     |
| 15.  | Hamad International Airport           | Katar                        | DOH/OTBD         | 35.262.164           | ▼5,3 %                           | ▼ 13.     |
| 16.  | Flughafen München                     | Deutschland                  | MUC/EDDM         | 34.721.745           | ▲6,6 %                           | ▬ 16.     |
| 17.  | Barcelona-El Prat Airport             | Spanien                      | BCN/LEBL         | 34.527.018           | ▲6,8 %                           | ▬ 17.     |
| 18.  | Narita International Airport          | Japan                        | NRT/RJAA         | 33.090.944           | ▲3,4 %                           | ▬ 18.     |
| 19.  | John F. Kennedy International Airport | Vereinigte Staaten           | JFK/KJFK         | 32.431.419           | ▲2,1 %                           | ▬ 19.     |
| 20.  | Toronto Pearson International Airport | Kanada                       | YYZ/CYYZ         | 29.655.141           | ▲8,1 %                           | ▲ 22.     |

## 2016
Im Jahr 2016 zeigte sich die Rangliste der größten Flughäfen nach Passagieraufkommen laut dem Airports Council International (Januar–Dezember) wie folgt.
| Rang | Airport                               | Land                         | Code (IATA/ICAO) | Int. Passagiere 2016 | Passagiere (Veränderung zu 2015) | Rang 2015 |
| ---- | ------------------------------------- | ---------------------------- | ---------------- | -------------------- | -------------------------------- | --------- |
| 1.   | Dubai International Airport           | Vereinigte Arabische Emirate | DXB/OMDB         | 83.105.798           | ▲7,3 %                           | ▬ 1.      |
| 2.   | London Heathrow Airport               | Vereinigtes Königreich       | LHR/EGLL         | 71.030.114           | ▲1,7 %                           | ▬ 2.      |
| 3.   | Hong Kong International Airport       | Hongkong                     | HKG/VHHH         | 70.098.216           | ▲3,0 %                           | ▬ 3.      |
| 4.   | Amsterdam Airport Schiphol            | Niederlande                  | AMS/EHAM         | 63.533.504           | ▲9,1 %                           | ▲ 5.      |
| 5.   | Aéroport Paris-Charles de Gaulle      | Frankreich                   | CDG/LFPG         | 60.384.622           | ▬0,0 %                           | ▼ 4.      |
| 6.   | Singapore Changi Airport              | Singapur                     | SIN/WSSS         | 58.158.000           | ▲6,1 %                           | ▬ 6.      |
| 7.   | Seoul Incheon International Airport   | Südkorea                     | ICN/RKSI         | 57.152.206           | ▲17,3 %                          | ▲ 8.      |
| 8.   | Flughafen Frankfurt Main              | Deutschland                  | FRA/EDDF         | 53.707.953           | ▲0,5 %                           | ▼ 7.      |
| 9.   | Suvarnabhumi Airport                  | Thailand                     | BKK/VTBS         | 45.291.073           | ▲4,7 %                           | ▬ 9.      |
| 10.  | Taoyuan International Airport         | Taiwan                       | TPE/RCTP         | 41.876.848           | ▲9,9 %                           | ▲ 11.     |
| 11.  | Istanbul Atatürk Airport              | Türkei                       | IST/LTBA         | 41.035.985           | ▼2,2 %                           | ▼ 10.     |
| 12.  | London Gatwick Airport                | Vereinigtes Königreich       | LGW/EGKK         | 39.264.495           | ▲7,1 %                           | ▬ 12.     |
| 13.  | Hamad International Airport           | Katar                        | DOH/OTBD         | 37.216.179           | ▲20,4 %                          | ▲ 16.     |
| 14.  | Kuala Lumpur International Airport    | Malaysia                     | KUL/WMKK         | 36.962.822           | ▲7,3 %                           | ▼ 13.     |
| 15.  | Aeropuerto de Madrid Barajas          | Spanien                      | MAD/LEMD         | 36.074.688           | ▲6,8 %                           | ▼ 14.     |
| 16.  | Flughafen München                     | Deutschland                  | MUC/EDDM         | 32.569.420           | ▲4,0 %                           | ▼ 15.     |
| 17.  | Barcelona-El Prat Airport             | Spanien                      | BCN/LEBL         | 32.316.655           | ▲11,1 %                          | ▲ 19.     |
| 18.  | Narita International Airport          | Japan                        | NRT/RJAA         | 31.991.208           | ▲4,7 %                           | ▼ 17.     |
| 19.  | John F. Kennedy International Airport | Vereinigte Staaten           | JFK/KJFK         | 31.627.923           | ▲5,2 %                           | ▼ 18.     |
| 20.  | Rom-Fiumicino Airport                 | Italien                      | FCO/LIRF         | 29.096.160           | ▲2,9 %                           | ▬ 20.     |
| 21.  | Dublin Airport                        | Irland                       | DUB/EIDW         | 28.764.506           | ▲14,9 %                          | ▲ 23.     |
| 22.  | Toronto Pearson International Airport | Kanada                       | YYZ/CYYZ         | 27.428.638           | ▲7,1 %                           | ▬ 22.     |
| 23.  | Flughafen Zürich                      | Schweiz                      | ZRH/LSZH         | 27.413.593           | ▲3,1 %                           | ▼ 21.     |
| 24.  | Copenhagen Airport                    | Dänemark                     | CPH/EKCH         | 26.394.122           | ▲4,4 %                           | ▬ 24.     |
| 25.  | Abu Dhabi International Airport       | Vereinigte Arabische Emirate | AUH/OMAA         | 25.964.178           | ▲9,7 %                           | ▲ 26.     |
| 26.  | Shanghai Pudong International Airport | Volksrepublik China          | PVG/ZSPD         | 24.865.920           | ▲6,8 %                           | ▼ 25.     |

## 2015
Im Jahr 2015 zeigte sich die Rangliste der größten Flughäfen nach Passagieraufkommen laut dem Airports Council International (Januar–Dezember) wie folgt.
| Rang | Airport                               | Land                         | Code (IATA/ICAO) | Int. Passagiere 2015 | Passagiere (Veränderung zu 2014) | Rang 2014 |
| ---- | ------------------------------------- | ---------------------------- | ---------------- | -------------------- | -------------------------------- | --------- |
| 1.   | Dubai International Airport           | Vereinigte Arabische Emirate | DXB/OMDB         | 77.453.466           | ▲10,7 %                          | ▬ 1.      |
| 2.   | London Heathrow Airport               | Vereinigtes Königreich       | LHR/EGLL         | 69.816.491           | ▲2,5 %                           | ▬ 2.      |
| 3.   | Hong Kong International Airport       | Hongkong                     | HKG/VHHH         | 68.139.897           | ▲8,3 %                           | ▬ 3.      |
| 4.   | Aéroport Paris-Charles de Gaulle      | Frankreich                   | CDG/LFPG         | 60.369.798           | ▲3,0 %                           | ▬ 4.      |
| 5.   | Amsterdam Airport Schiphol            | Niederlande                  | AMS/EHAM         | 58.245.545           | ▲6,0 %                           | ▬ 5.      |
| 6.   | Singapore Changi Airport              | Singapur                     | SIN/WSSS         | 54.835.000           | ▲2,9 %                           | ▬ 6.      |
| 7.   | Flughafen Frankfurt Main              | Deutschland                  | FRA/EDDF         | 53.994.154           | ▲2,4 %                           | ▬ 7.      |
| 8.   | Seoul Incheon International Airport   | Südkorea                     | ICN/RKSI         | 48.720.319           | ▲8,5 %                           | ▬ 8.      |
| 9.   | Suvarnabhumi Airport                  | Thailand                     | BKK/VTBS         | 43.251.807           | ▲16,3 %                          | ▲ 10.     |
| 10.  | Istanbul Atatürk Airport              | Türkei                       | IST/LTBA         | 42.302.859           | ▲11,1 %                          | ▼ 9.      |
| 11.  | Taoyuan International Airport         | Taiwan                       | TPE/RCTP         | 38.103.889           | ▲7,6 %                           | ▬ 11.     |
| 12.  | London Gatwick Airport                | Vereinigtes Königreich       | LGW/EGKK         | 36.667.769           | ▲6,4 %                           | ▬ 12.     |
| 13.  | Kuala Lumpur International Airport    | Malaysia                     | KUL/WMKK         | 34.434.015           | ▲0,1 %                           | ▬ 13.     |
| 14.  | Aeropuerto de Madrid Barajas          | Spanien                      | MAD/LEMD         | 33.787.171           | ▲14,1 %                          | ▲ 16.     |
| 15.  | Flughafen München                     | Deutschland                  | MUC/EDDM         | 31.313.329           | ▲3,5 %                           | ▼ 14.     |
| 16.  | Hamad International Airport           | Katar                        | DOH/OTBD         | 30.906.303           | ▲17,3 %                          | ▲ 20.     |
| 17.  | Narita International Airport          | Japan                        | NRT/RJAA         | 30.547.564           | ▲3,2 %                           | ▼ 15.     |
| 18.  | John F. Kennedy International Airport | Vereinigte Staaten           | JFK/KJFK         | 30.017.244           | ▲6,2 %                           | ▼ 17.     |
| 19.  | Barcelona-El Prat Airport             | Spanien                      | BCN/LEBL         | 29.077.820           | ▲6,7 %                           | ▼ 18.     |
| 20.  | Rom-Fiumicino Airport                 | Italien                      | FCO/LIRF         | 28.280.267           | ▲5,4 %                           | ▼ 19.     |
| 21.  | Flughafen Zürich                      | Schweiz                      | ZRH/LSZH         | 25.613.593           | ▲3,1 %                           | ▬ 21.     |
| 22.  | Toronto Pearson International Airport | Kanada                       | YYZ/CYYZ         | 25.123.887           | ▲7,6 %                           | ▲ 23.     |
| 23.  | Dublin Airport                        | Irland                       | DUB/EIDW         | 24.876.506           | ▲14,9 %                          | ▲ 27.     |
| 24.  | Copenhagen Airport                    | Dänemark                     | CPH/EKCH         | 24.639.122           | ▲4,4 %                           | ▼ 22.     |
| 25.  | Shanghai Pudong International Airport | Volksrepublik China          | PVG/ZSPD         | 23.384.559           | ▲18,3 %                          | ▲ 29.     |
| 26.  | Abu Dhabi International Airport       | Vereinigte Arabische Emirate | AUH/OMAA         | 23.225.980           | ▲18,6 %                          | ▲ 30.     |
| 27.  | Brussels Airport                      | Belgien                      | BRU/EBBR         | 22.841.994           | ▲6,9 %                           | ▼ 26.     |
| 28.  | Flughafen Wien-Schwechat              | Österreich                   | VIE/LOWW         | 22.147.203           | ▲1,5 %                           | ▼ 25.     |
| 29.  | Miami International Airport           | Vereinigte Staaten           | MIA/KMIA         | 21.206.557           | ▲5,5 %                           | ▼ 28.     |
| 30.  | Antalya Airport                       | Türkei                       | AYT/LTAI         | 20.786.255           | ▼5,8 %                           | ▼ 24.     |

## 2014
Im Jahr 2014 zeigte sich die Rangliste der größten Flughäfen nach Passagieraufkommen laut dem Airports Council International (Januar–Dezember) wie folgt.
| Rang | Airport                               | Land                         | Code (IATA/ICAO) | Total passengers | Passagiere (Veränderung zu 2013) | Rang 2013 |
| ---- | ------------------------------------- | ---------------------------- | ---------------- | ---------------- | -------------------------------- | --------- |
| 1.   | Dubai International Airport           | Vereinigte Arabische Emirate | DXB/OMDB         | 69.954.392       | ▲6,2 %                           | ▲ 2.      |
| 2.   | London Heathrow Airport               | Vereinigtes Königreich       | LHR/EGLL         | 68.091.095       | ▲1,9 %                           | ▼ 1.      |
| 3.   | Hong Kong International Airport       | Hongkong                     | HKG/VHHH         | 62.929.420       | ▲6,2 %                           | ▬ 3.      |
| 4.   | Aéroport Paris-Charles de Gaulle      | Frankreich                   | CDG/LFPG         | 58.623.111       | ▲3,3 %                           | ▬ 4.      |
| 5.   | Amsterdam Airport Schiphol            | Niederlande                  | AMS/EHAM         | 54.940.534       | ▲4,6 %                           | ▲ 6.      |
| 6.   | Singapore Changi Airport              | Singapur                     | SIN/WSSS         | 54.093.070       | ▲1,0 %                           | ▼ 5.      |
| 7.   | Flughafen Frankfurt Main              | Deutschland                  | FRA/EDDF         | 52.713.013       | ▲2,7 %                           | ▬ 7.      |
| 8.   | Seoul Incheon International Airport   | Südkorea                     | ICN/RKSI         | 44.906.813       | ▲10,1 %                          | ▲ 9.      |
| 9.   | Istanbul Atatürk Airport              | Türkei                       | IST/LTBA         | 38.037.302       | ▲11,6 %                          | ▲ 11.     |
| 10.  | Suvarnabhumi Airport                  | Thailand                     | BKK/VTBS         | 37.183.099       | ▼10,0 %                          | ▼ 7.      |
| 11.  | Taoyuan International Airport         | Taiwan                       | TPE/RCTP         | 35.402.285       | ▲11,3 %                          | ▲ 14.     |
| 12.  | London Gatwick Airport                | Vereinigtes Königreich       | LGW/EGKK         | 34.438.531       | ▲8,8 %                           | ▲ 15.     |
| 13.  | Kuala Lumpur International Airport    | Malaysia                     | KUL/WMKK         | 34.431.775       | ▲5,6 %                           | ▼ 12.     |
| 14.  | Flughafen München                     | Deutschland                  | MUC/EDDM         | 30.269.007       | ▲3,6 %                           | ▲ 15.     |
| 15.  | Narita International Airport          | Japan                        | NRT/RJAA         | 29.625.075       | ▼2,9 %                           | ▼ 14.     |
| 16.  | Aeropuerto de Madrid Barajas          | Spanien                      | MAD/LEMD         | 29.618.803       | ▲6,9 %                           | ▲ 17.     |
| 17.  | John F. Kennedy International Airport | Vereinigte Staaten           | JFK/KJFK         | 28.471.427       | ▲7,3 %                           | ▲ 18.     |
| 18.  | Barcelona-El Prat Airport             | Spanien                      | BCN/LEBL         | 27.246.041       | ▲9,0 %                           | ▲ 21.     |
| 19.  | Rom-Fiumicino Airport                 | Italien                      | FCO/LIRF         | 26.840.909       | ▲7,1 %                           | ▬ 19.     |
| 20.  | Hamad International Airport           | Katar                        | DOH/OTBD         | 26.356.392       | ▲13,3 %                          | ▲ 22.     |
| 21.  | Flughafen Zürich                      | Schweiz                      | ZRH/LSZH         | 24.836.044       | ▲2,5 %                           | ▬ 21.     |
| 22.  | Copenhagen Airport                    | Dänemark                     | CPH/EKCH         | 23.610.452       | ▲6,9 %                           | ▬ 22.     |
| 23.  | Toronto Pearson International Airport | Kanada                       | YYZ/CYYZ         | 23.279.850       | ▲7,2 %                           | ▬ 23.     |
| 24.  | Antalya Airport                       | Türkei                       | AYT/LTAI         | 22.035.355       | ▲2,2 %                           | ▲ 27.     |
| 25.  | Flughafen Wien-Schwechat              | Österreich                   | VIE/LOWW         | 21.831.400       | ▲2,2 %                           | ▲ 26.     |
| 26.  | Brussels Airport                      | Belgien                      | BRU/EBBR         | 21.718.462       | ▲14,7 %                          | ▲ 29.     |
| 27.  | Dublin Airport                        | Irland                       | DUB/EIDW         | 21.635.155       | ▲7,7 %                           | ▲ 28.     |
| 28.  | Miami International Airport           | Vereinigte Staaten           | MIA/KMIA         | 20.096.541       | ▼0,5 %                           | ▼ 25.     |
| 29.  | Shanghai Pudong International Airport | Volksrepublik China          | PVG/ZSPD         | 19.954.392       | ▲9,4 %                           | ▲NEU      |
| 30.  | Abu Dhabi International Airport       | Vereinigte Arabische Emirate | AUH/OMAA         | 19.765.240       | ▲10,2 %                          | ▲NEU      |

## 2013
Im Jahr 2013 zeigte sich die Rangliste der größten Flughäfen nach Passagieraufkommen laut dem Airports Council International (Januar–Dezember) wie folgt.
| Rank | Airport                               | Land                         | Code (IATA/ICAO) | Int. Passagiere 2013 | Passagiere (Veränderung zu 2012) |
| ---- | ------------------------------------- | ---------------------------- | ---------------- | -------------------- | -------------------------------- |
| 1.   | London Heathrow Airport               | Vereinigtes Königreich       | LHR/EGLL         | 66.689.466           | ▲3,5 %                           |
| 2.   | Dubai International Airport           | Vereinigte Arabische Emirate | DXB/OMDB         | 65.872.250           | ▲15,3 %                          |
| 3.   | Hong Kong International Airport       | Hongkong                     | HKG/VHHH         | 59.294.439           | ▲6,5 %                           |
| 4.   | Aéroport Paris-Charles de Gaulle      | Frankreich                   | CDG/LFPG         | 56.767.748           | ▲1,0 %                           |
| 5.   | Singapore Changi Airport              | Singapur                     | SIN/WSSS         | 52.775.360           | ▲5,7 %                           |
| 6.   | Amsterdam Airport Schiphol            | Niederlande                  | AMS/EHAM         | 52.527.699           | ▲3,0 %                           |
| 7.   | Flughafen Frankfurt Main              | Deutschland                  | FRA/EDDF         | 51.315.550           | ▲1,1 %                           |
| 8.   | Suvarnabhumi Airport                  | Thailand                     | BKK/VTBS         | 41.302.852           | ▲4,9 %                           |
| 9.   | Seoul Incheon International Airport   | Südkorea                     | ICN/RKSI         | 40.785.953           | ▲6,4 %                           |
| 10.  | Istanbul Atatürk Airport              | Türkei                       | IST/LTBA         | 33.955.798           | ▲14,2 %                          |
| 11.  | Kuala Lumpur International Airport    | Malaysia                     | KUL/WMKK         | 32.605.356           | ▲18,1 %                          |
| 12.  | London Gatwick Airport                | Vereinigtes Königreich       | LGW/EGKK         | 31.657.805           | ▲4,2 %                           |
| 13.  | Narita International Airport          | Japan                        | NRT/RJAA         | 30.516.135           | ▲3,0 %                           |
| 14.  | Flughafen München                     | Deutschland                  | MUC/EDDM         | 29.216.808           | ▲2,1 %                           |
| 15.  | Taoyuan International Airport         | Taiwan                       | TPE/RCTP         | 28.608.274           | ▲10,2 %                          |
| 16.  | Aeropuerto de Madrid Barajas          | Spanien                      | MAD/LEMD         | 27.711.197           | ▼9,5 %                           |
| 17.  | John F. Kennedy International Airport | Vereinigte Staaten           | JFK/KJFK         | 26.530.698           | ▲5,9 %                           |
| 18.  | Rom-Fiumicino Airport                 | Italien                      | FCO/LIRF         | 25.069.617           | ▲0,6 %                           |
| 19.  | Barcelona-El Prat Airport             | Spanien                      | BCN/LEBL         | 25.003.256           | ▲5,8 %                           |
| 20.  | Flughafen Zürich                      | Schweiz                      | ZRH/LSZH         | 24.227.178           | ▲0,4 %                           |
| 21.  | Doha International Airport            | Katar                        | DOH/OTBD         | 23.266.396           | ▲9,9 %                           |
| 22.  | Copenhagen Airport                    | Dänemark                     | CPH/EKCH         | 22.096.855           | ▲3,7 %                           |
| 23.  | Toronto Pearson International Airport | Kanada                       | YYZ/CYYZ         | 21.638.571           | ▲1,8 %                           |
| 24.  | Antalya Airport                       | Türkei                       | AYT/LTAI         | 21.525.679           | ▲6,8 %                           |
| 25.  | Flughafen Wien-Schwechat              | Österreich                   | VIE/LOWW         | 21.357.730           | ▼0,7 %                           |
| 26   | Miami International Airport           | Vereinigte Staaten           | MIA/KMIA         | 20.201.626           | ▲4,3 %                           |
| 27.  | Dublin Airport                        | Irland                       | DUB/EIDW         | 20.092.659           | ▲5,6 %                           |
| 28.  | Brussels Airport                      | Belgien                      | BRU/EBBR         | 18.932.137           | ▲0,8 %                           |
| 29.  | Sheremetyevo International Airport    | Russland                     | SVO/UUEE         | 18.581.906           | ▲8,3 %                           |

## 2011
Im Jahr 2011 zeigte sich die Rangliste der größten Flughäfen nach Passagieraufkommen laut dem Airports Council International (Januar–Dezember) wie folgt.
| Rank | Airport                               | Location                     | Code (IATA/ICAO) | Int. Passagiere 2011 | Passagiere (Veränderung zu 2010) |
| ---- | ------------------------------------- | ---------------------------- | ---------------- | -------------------- | -------------------------------- |
| 1.   | London Heathrow Airport               | Vereinigtes Königreich       | LHR/EGLL         | 64.687.737           | ▲6,2 %                           |
| 2.   | Aéroport Paris-Charles de Gaulle      | Frankreich                   | CDG/LFPG         | 55.674.880           | ▲4,8 %                           |
| 3.   | Hong Kong International Airport       | Hongkong                     | HKG/VHHH         | 52.749.262           | ▲6,0 %                           |
| 4.   | Dubai International Airport           | Vereinigte Arabische Emirate | DXB/OMDB         | 50.192.013           | ▲8,4 %                           |
| 5.   | Amsterdam Airport Schiphol            | Niederlande                  | AMS/EHAM         | 49.680.283           | ▲10,1 %                          |
| 6.   | Flughafen Frankfurt Main              | Deutschland                  | FRA/EDDF         | 49.477.184           | ▲6,9 %                           |
| 7.   | Singapore Changi Airport              | Singapur                     | SIN/WSSS         | 45.429.263           | ▲11,0 %                          |
| 8.   | Suvarnabhumi Airport                  | Thailand                     | BKK/VTBS         | 35.009.002           | ▲11,4 %                          |
| 9.   | Seoul Incheon International Airport   | Südkorea                     | ICN/RKSI         | 34.537.845           | ▲4,8 %                           |
| 10.  | Aeropuerto de Madrid Barajas          | Spanien                      | MAD/LEMD         | 32.449.857           | ▲4,7 %                           |
| 11.  | London Gatwick Airport                | Vereinigtes Königreich       | LGW/EGKK         | 29.923.391           | ▲7,5 %                           |
| 12.  | Flughafen München                     | Deutschland                  | MUC/EDDM         | 27.879.045           | ▲10,1 %                          |
| 13.  | Narita International Airport          | Japan                        | NRT/RJAA         | 26.331.010           | ▼18,1 %                          |
| 14.  | Kuala Lumpur International Airport    | Malaysia                     | KUL/WMKK         | 25.915.723           | ▲10,7 %                          |
| 15.  | Rom-Fiumicino Airport                 | Italien                      | FCO/LIRF         | 24.448.925           | ▲5,0 %                           |
| 16.  | John F. Kennedy International Airport | Vereinigte Staaten           | JFK/KJFK         | 24.164.827           | ▲4,6 %                           |
| 17.  | Istanbul Atatürk Airport              | Türkei                       | IST/LTBA         | 24.048.585           | ▲32,2 %                          |
| 18.  | Flughafen Zürich                      | Schweiz                      | ZRH/LSZH         | 23.628.718           | ▲6,6 %                           |
| 19.  | Taoyuan International Airport         | Taiwan                       | TPE/RCTP         | 23.137.062           | ▬0,0 %                           |
| 20.  | Barcelona-El Prat Airport             | Spanien                      | BCN/LEBL         | 21.663.602           | ▲23,5 %                          |
| 21.  | Antalya Airport                       | Türkei                       | AYT/LTAI         | 20.555.170           | ▲13,6 %                          |
| 22.  | Flughafen Wien-Schwechat              | Österreich                   | VIE/LOWW         | 20.398.766           | ▲8,0 %                           |
| 23.  | Toronto Pearson International Airport | Kanada                       | YYZ/CYYZ         | 20.355.771           | ▲6,0 %                           |
| 24.  | Copenhagen Airport                    | Dänemark                     | CPH/EKCH         | 20.233.904           | ▲6,7 %                           |
| 25.  | Dublin Airport                        | Irland                       | DUB/EIDW         | 18.607.651           | ▲3,1 %                           |
| 26.  | Brussels Airport                      | Belgien                      | BRU/EBBR         | 18.590.891           | ▲9,6 %                           |
| 27   | Miami International Airport           | Vereinigte Staaten           | MIA/KMIA         | 18.417.513           | ▲9,0 %                           |
| 28.  | Doha International Airport            | Katar                        | DOH/OTBD         | 18.108.521           | ▲15,2 %                          |
| 29.  | Milan-Malpensa Airport                | Italien                      | MXP/LIMC         | 17.551.677           | ▲1,3 %                           |
| 30.  | Manchester Airport                    | Vereinigtes Königreich       | MAN/EGCC         | 16.605.737           | ▲7,7 %                           |